# Тиракаосан, Супот

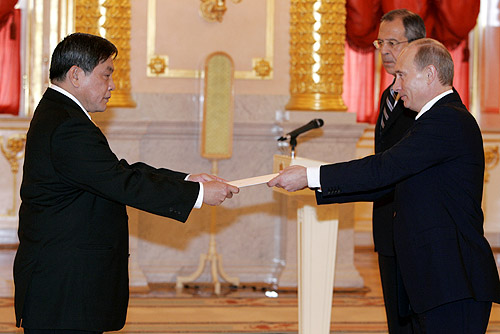
Супот Тиракаосан в качестве посла Таиланда в России вручает верительные грамоты Владимиру Путину (2007)

Супот Тиракаосан (тайск. นายสุพจน์ ธีรเกาศัลย์) — таиландский дипломат, чрезвычайный и полномочный посол Королевства Таиланд а нескольких странах.
Окончил Университет Таммасат в Бангкоке, где изучал международные отношения и право. После окончания университета, в 1973 году поступил на работу в Министерство иностранных дел Таиланда. Занимал различные должности в местных и зарубежных дипломатических представительствах, работал в Ханое, Женеве, Риме. В 1995 году назначен генеральным консулом в Лос-Анджелесе.
Первое назначение в качестве чрезвычайного и полномочный посла Таиланда получил в 2000 году в Кувейт. С 2002 по 2004 год в той же должности представлял страну в Объединённых Арабских Эмиратах. С 2004 года по 2007 год возглавлял посольство в Мьянме. После этого с 2007 по 2010 год являлся чрезвычайным и полномочным послом Королевства Таиланд в Российской Федерации, одновременно исполняя обязанности посла Таиланда в Грузии и посла Таиланда в Украине.
Супот Тиракаосан состоит в браке c 1977 года, по состоянию на 2004 имел двоих детей.